# Keigo Higashi
Keigo Higashi (東 慶悟 Higashi Keigo?), född 20 juli 1990, är en japansk fotbollsspelare som spelar för FC Tokyo.
I juli 2012 blev han uttagen i Japans trupp till fotbolls-OS 2012.